# 天理警察署
天理警察署（てんりけいさつしょ）は、奈良県警察が管轄する警察署の一つ。

## 所在地
- 奈良県天理市田部町22-4

## 管轄区域
- 天理市
- 奈良市（旧・山辺郡都祁村区域）
- 磯城郡
  - 田原本町
  - 三宅町
  - 川西町
- 山辺郡
  - 山添村

## 沿革
- 1954年（昭和29年）7月：警察法改正により、奈良県警察発足。奈良県天理警察署となる。
- 2014年（平成26年）3月3日：警察署再編整備計画に伴い田原本警察署を編入[1]。

## 分庁舎

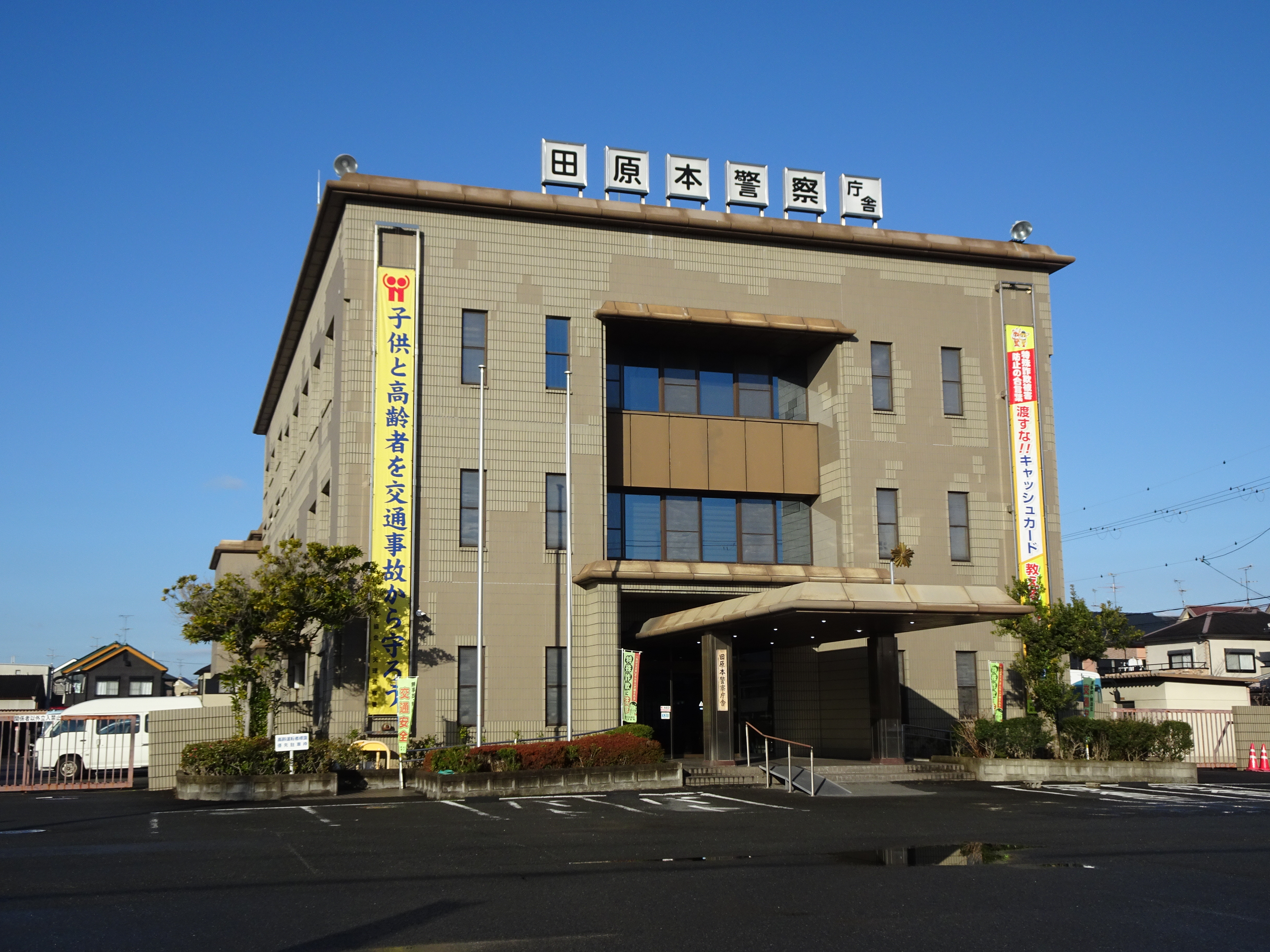
田原本警察庁舎（旧：田原本警察署庁舎）

（ ）の中は所在地

### 田原本町
- 田原本警察庁舎（磯城郡田原本町新町24番地1）

## 組織
- 警務課
  - 警務係
  - 県民サービス係
  - 警務県民サービス係（田原本警察庁舎）
- 留置管理課
  - 留置管理係
- 会計課
  - 会計係
- 生活安全課
  - 生活安全総務係
  - 人身安全対策係
  - 生活安全捜査係
  - 生活安全係（田原本警察庁舎）
- 地域課
  - 地域企画係
  - 地域捜査係
  - 指導第一係
  - 指導第ニ係
  - 指導第三係
  - 指導係（田原本警察庁舎）
- 刑事第一課
  - 総務係
  - 強行犯第一係
  - 強行犯第二係
  - 盗犯係
  - 鑑識係
  - 捜査鑑識係（田原本警察庁舎）
- 交通課
  - 企画規制係
  - 指導取締係
  - 交通捜査第一係
  - 交通捜査第二係
  - 交通係（田原本警察庁舎）
- 警備課
  - 警備第一係
  - 警備第二係

## 交番
（ ）の中は所在地

### 天理市
- 天理総合駅前交番（天理市川原城町802番地）
- 櫟本交番（天理市櫟本町2267番地）
- 山の辺交番（天理市布留町118番地3）
- 二階堂交番（天理市岩室町52番地3）

### 田原本町
- 田原本駅前交番（磯城郡田原本町162番地の4）
- 田原本東交番（磯城郡田原本町大字阪手197番地6）

### 三宅町
- 三宅交番（磯城郡三宅町大字伴堂685番地の3）

### 川西町
- 川西交番（磯城郡川西町大字結崎452番地の102）

## 駐在所
（ ）の中は所在地

### 天理市
- 佐保庄駐在所（天理市佐保庄町97番地4）
- 長柄駐在所（天理市長柄町807番地14）
- 柳本駐在所（天理市柳本町1306番地3）
- 福住駐在所（天理市福住町6939番地）

### 奈良市
- 針駐在所（奈良市針町2235番地の3）
- 吐山駐在所（奈良市都祁吐山町1892番地）

### 田原本町
- 平野駐在所（磯城郡田原本町大字平野67番地の3）

### 山添村
- 三ケ谷駐在所（山辺郡山添村大字三ヶ谷1066番地の1）
- 山添駐在所（山辺郡山添村大字大西206番地の1）